# 中国地震台网
中国地震台网中心（英語：China Earthquake Networks Center），通称中国地震台网，简称台网中心，是中国地震局直属事业单位，是中国防震减灾工作的重要业务枢纽、核心技术平台和基础信息国际交流的重要窗口。该中心于2004年10月18日成立，前身是中国地震局地震信息中心。台网中心负责全国地震监测、地震中短期预测和地震速报工作，亦同时承担国务院抗震救灾指挥部办公室日常工作。

## 历史
中国地震台网中心成立前，中国地震监测预报形成了以中国地震局地球物理研究所、中国地震局分析预报中心和省级地震局构成的全国地震监测预报体系，地震系统各台网由相应学科管理组和协调组负责。有研究者指出，这一格局虽然发挥了各自学科的优势，但也造成了台网缺乏统一管理、集成能力差、资源重复投入的情况。为了提高台网工作效率，2003年8月25日，中国地震局向中央机构编制委员会提出了《关于申请对中国地震局部分直属单位机构进行调整的函》。2004年2月4日，中央机构编制委员会批复同意了中国地震局对国家地震台网管理机构进行编制调整的申请。
2004年10月18日，中国地震局决定，不再保留中国地震局地震信息中心，由原中国地震局地震信息中心、中国地震局地震预测研究所技术部及预报部、中国地震局地球物理研究所九室、中国地震局地质研究所前兆信息等4个单位为主整合组建“中国地震台网中心”，作为国务院抗震救灾指挥部办公室的日常工作机构。

## 职能
中国地震台网中心共有26项职能，主要涵盖地震监测速报及其发布、台网建设等方面。中国地震台网中心的具体职能如下，
- 负责地震震情、灾情速报和系统监控工作。
- 经中国地震局授权，负责国务院抗震救灾指挥部技术系统日常运行服务及维护。
- 承担地震现场流动监测任务。
- 负责全国各类地震观测数据的接收、质量监控、存储、常规分析处理，编辑出版各类台网观测报告，建立地震信息源数据库。
- 承担全国各类地震台网的技术指导和服务，承担观测资料质量监控和技术牵头工作。
- 承担地震观测仪器质量监控和入网审查工作。
- 负责中国地震台网中心技术系统的日常安全运行与维护。
- 承担防震减灾国家数据中心的任务
- 承担防震减灾数据信息的国际交换工作
- 承担地震科学数据共享中心和世界数据中心北京地震学科中心的日常运行工作。
- 经中国地震局授权，承担向新闻媒体提供可向社会发布的地震信息。
- 负责全国地震中短期预测、首都圈地区中短临预测、全国火山活动的综合预测工作。
- 负责全国地震预测意见的汇总工作
- 开展地震和火山的震例总结及相关研究。
- 组织地震信息和科技文献的国内外交换和共享服务；
- 承担全国地震科技文献管理和协调工作；
- 承担地震档案馆的筹建和全国地震重大项目科技档案的收集管理和服务。
- 协助主管部门进行全国地震期刊的管理工作
- 进行国内外防震减灾情报信息的综合研究。
- 协助中国地震局制定全国防震减灾科学普及、宣传教育规划及计划，完成全国性重大宣传活动的策划和组织，负责科普宣传及创作活动的协调指导和培训。
- 向社会提供各类地震数据和信息服务。
- 开展地震监测预报的有关研究工作，承担地震监测培训任务。
- 承担相关项目建设工作，承担中国地震台网中心基本建设和技术系统建设。
- 承担中国地震局交办的其他工作。

## 机构
中国地震台网中心下设17个工作部门，其中职能部门8个、业务部门8个、辅助部门1个。台网中心机构设置情况如下，

| 职能部门 - 办公室 - 人事教育处 - 发展与财务处 - 监测预报处 - 科学技术处 - 党委办公室 - 纪检监察审计处 - 离退休干部工作办公室 | 业务部门 - 地震台网部 - 地震预报部 - 应急响应部 - 台网部 - 前兆台网部 - 情报部 - 项目管理部 - 数据服务部 辅助部门 - 后勤保障部 |

## 业务
中国地震台网中心作为中国地震监测预测、数据分析处理与服务、科技情报信息服务的专门业务机构，承担了在灾害性地震发生时为应急响应、灾害快速评估和应急决策指挥提供技术支撑和服务的工作。该中心技术系统由国务院抗震救灾指挥部技术系统、国家数字测震台网、国家地震前兆台网技术系统、国家地震信息网络系统以及国家地震分析预报技术系统组成。
中国地震台网能够实时汇集、处理超过150座国家级台网和31个省级区域台网中心的波形数据。分析分类全国地壳形变、电磁、地下流体资料，以此为地震应急会商提供服务。首都圈地区震级监测下限为1.0级，一般省会城市和东部地区监测下限为1.5级，全国性震级监测平均下限为2.5级。
截至2015年，中国地震台网管内共有1个国家测震台网和32个省级测震台网。全国共有1014个正式运行的测震台站，包括148个国家台站（其中4个境外台站）、814个区域台站、33个火山台站及2个台阵的19个台站点。